# Trachyleberididae
Trachyleberididae é uma família de ostracodes pertencentes à ordem Podocopida.

## Géneros
Géneros (lista incompleta):
- Abrocythereis Gou, 1983
- Abyssocythere Benson, 1971
- Abyssophilos Jellinek & Swanson, 2003